# Bradaczekita
La bradaczekita és un mineral de la classe dels fosfats, que pertany al grup de l'al·luaudita. Rep el seu nom en honor de Hans Bradaczek (1930-2015), cristal·lògraf, empresari i professor a la Universitat Lliure de Berlín. Va ser un expert en anàlisi de raigs X.

## Característiques
La bradaczekita és un fosfat de fórmula química NaCu₄(AsO₄)₃. Va ser aprovada com a espècie vàlida per l'Associació Mineralògica Internacional l'any 2000. Cristal·litza en el sistema monoclínic. És l'anàleg de coure de la zincobradaczekita.
Segons la classificació de Nickel-Strunz, la bradaczekita pertany a «08.AC: Fosfats, etc. sense anions addicionals, sense H₂O, amb cations de mida mitjana i gran» juntament amb els següents minerals: howardevansita, al·luaudita, arseniopleïta, caryinita, ferroal·luaudita, hagendorfita, johil·lerita, maghagendorfita, nickenichita, varulita, ferrohagendorfita, yazganita, groatita, bobfergusonita, ferrowyl·lieïta, qingheiïta, rosemaryita, wyl·lieïta, ferrorosemaryita, qingheiïta-(Fe2+), manitobaïta, marićita, berzeliïta, manganberzeliïta, palenzonaïta, schäferita, brianita, vitusita-(Ce), olgita, barioolgita, whitlockita, estronciowhitlockita, merrillita, tuïta, ferromerrillita, bobdownsita, chladniïta, fil·lowita, johnsomervilleïta, galileiïta, stornesita-(Y), xenofil·lita, harrisonita, kosnarita, panethita, stanfieldita, ronneburgita, tillmannsita i filatovita.

## Formació i jaciments
Va ser descoberta al segon con d'escòria de l'avanç nord de la Gran erupció fissural del volcà Tolbàtxik, a l'óblast de Kamtxatka (Districte Federal de l'Extrem Orient, Rússia). Es tracta de l'únic indret on ha estat trobada aquesta espècie mineral.